# یوهانس سیکار
یوهانس سیکار (استونیایی: Johannes Sikkar; ۱۵ اکتبر ۱۸۹۷ – ۲۲ اوت ۱۹۶۰) سیاستمدار اهل استونی بود. وی کفیل نخست‌وزیری دولت در تبعید استونی از سال ۱۹۵۳ تا ۱۹۶۰ بود.